# Плиний Стари
Гай Плиний Секунд  (на латински: Gaius Plinius Secundus), наричан накратко Плиний Стари (или Старши) (на латински: Plinius maior), роден около 23 г. в Комо, починал на 24 август 79 г. в Стабии) е римски учен.

## Живот и дело
Плиний имал относително типична за времето си кариера на римски конник (eques); започнал като префект на I Тракийски отряд (ala I Thracum), командвал различни военни части в някои от римските провинции, сред които Германия, няколко пъти бил прокуратор. Освен това известно време бил адвокат, а през управлението на Веспасиан стои начело на службата, разглеждаща молбите до императора (officium a libellis).
Съпровожда като доверено лице бъдещите императори Веспасиан и Тит при походите им в Германия и по време на Юдейската война.
Плиний става известен предимно с природонаучното си съчинение „Естествена история“ (Naturalis historia), което е единственият запазен до днес негов труд. В тази енциклопедия, състояща се от 37 тома, той обхваща съвременните знания по природните науки. Племенникът му Плиний Млади определя съчинението като „обширен труд, не по-малко разнообразен от самата природа“. Произведението, което въпреки формата си е издържано литературно, е безценен източник за античните знания. По думите на самия Плиний, произведението съдържа „20 000 забележителни факта“ от областите на антропологията, фармакологията (на основата на растителни и животински субстанции), ботаниката, етнографията, градинарството, географията, космологията, историята на изкуството, медицината, металообработката, човешката психология, минералогията, изящните изкуства и зоологията. Тези факти са събрани „от четенето на около 2000 книги от 100 подбрани автори“, към които Плиний е добавил собствените си наблюдения „за много неща, които или предишните автори са пренебрегнали, или животът е открил по-късно“. Плиний започнал да публикува книгата си през 77 г., а последните пет тома (33 – 37) били издадени едва след смъртта му.
Освен това Плиний е автор и на множество исторически съчинения: биография на приятеля му Помпоний Секунд в две книги, двадесет книги за римските войни в Германия и продължение на историята на Ауфидий Бас в 31 книги. Тази история, достигаща до времето на император Веспасиан, била използвана като източник от историка Тацит (Gaius Cornelius Tacitus). Както и останалите исторически съчинения на Плиний обаче, и тази история не е запазена. Други негови съчинения били За хвърлянето на копие от кон, осем книги За проблеми в речта, и Любознателните – ръководство за оратори в шест тома.
Плиний загива при изригването на вулкана Везувий, при което е разрушен и град Помпей. Преди това той бил назначен за префект на римската флота в Мизен (на лат. Misenum). Когато вулканът изригва, воден от природонаучния си интерес, но и от желанието да помогне на жертвите на катаклизма, той тръгва с корабите си да пресича Неаполитанския залив и достига до Стабии. На следната сутрин, след като отвежда жителите на града при корабите, Плиний загива на морския бряг.
Плиний Млади, римски сенатор и писател, негов племенник, става свидетел на събитията и описва обстоятелствата в писмо до Тацит.